# Pedro Altamiranda
Pedro Altamiranda Félez, conocido como Pedrito Altamiranda, (Ciudad de Panamá, 30 de noviembre de 1935-Ciudad de Panamá, 7 de marzo de 2024) fue un cantautor, filólogo y publicista panameño, conocido por sus canciones inspiradas en los acontecimientos políticos panameños.

## Biografía
Realizó sus estudios primarios y secundarios en los Colegios Miramar y La Salle. Más tarde marchó para Madrid (España), donde comenzó unos estudios de medicina en la Universidad Complutense de Madrid, entre 1953 y 1956.
Abandonó los estudios de medicina al darse cuenta de que su verdadera vocación es el estudio de la lengua, rama en la que ha destacado, y por ello regresó a Panamá. Tras graduarse en Español por la Universidad de Panamá (1962) volvió a Europa, esta vez a París (Francia), para realizar un doctorado en filología en la Sorbona (1965). Uno de los hechos que más marcó a Pedro Altamiranda en esta época fue conocer a la artista Sonia Delaunay, con quien mantuvo largas charlas políticas y personales, así como un intenso contacto hasta la muerte de la artista
Ha trabajado siempre ligado a temas de publicidad y marketing, primero con McCann Ericsson Publicitaria (1967 - 1970 y 1973 - 1979, y más tarde con Calderón y Asociados, Publicidad (1971 - 1972) y Boyd, Bárcenas, S. A. Publicidad, como Gerente General (desde 1979).
El 14 de junio de 2012, en un acto oficial del Gobierno Nacional de la República de Panamá, a través del Instituto de Cultura, se le otorgó la Orden Belisario Porras al Mérito Civil Esta Orden fue entregada por el presidente de la República, Ricardo Martinelli, quien confesó en dicho evento la amistad que le une con Pedro desde que sus padres abrieron una clínica enfrente de la casa de los padres de Pedro. Durante el homenaje, Pedrito, como se le conoce popularmente, quiso evitar especulaciones al mencionar que "esto no es un acto político, sino cultural y de amistad". Sus hijas Mylene y Ary Marie realizaron emotivos discursos, mientras que su hijo Pedro Jr. interpretó la conocida canción "La salsa de Pedro". Durante el acto se realizó una obra sobre la vida de Pedro Altamiranda, siendo el director musical Tille Valderrama y los cantantes Orlando Barroso y Anita Barroso, quienes interpretaron "Homenaje a mi pueblo" y "Panamá" respectivamente.

## Trayectoria musical
La faceta más conocida de Pedro Altamiranda es la de cantautor. Desde 1979, se ha inspirado en los problemas sociales y políticos de Panamá y ha dado a conocer sus opiniones en forma de canciones. En 2004 una complicación intestinal provocó un distanciamiento de los escenarios, pero todavía sigue sacando nuevas canciones.
Algunas de sus canciones políticas han sido tan polémicas que han sido censuradas por los distintos gobiernos, entre ellos el de Manuel Noriega. En 1984, la canción «Lecciones» fue censurada ya que hablaba sobre el fraude electoral de ese año. En 1990 sale a la venta el álbum "Radio Focop", donde se burlaba de los vejamenes del régimen militar y su dictadura de 21 años y un tema dedicado a la cruzada civilista "ni un día más". En febrero de 2004, una semana antes de Carnavales, lanzó la canción llamada «La Doña», una sátira a la presidenta Mireya Moscoso, también muy controvertida debido a su contenido crítico directo hacia el gobierno de la República. La mayoría de sus canciones tienen influencias del calypso, la salsa y las bandas de viento y percusión carnavaleras de Las Tablas conocidas como murgas, brindando un estilo panameño único.
Pedro Altamiranda lleva casi 30 años trabajando con Tille Valderrama, quien ha hecho prácticamente todos los arreglos de sus canciones. Tille es la parte oculta de este dúo, pero Pedro siempre dice de él que su relación ha ido poco a poco transformándose de lo puramente profesional hasta prácticamente ser una relación de hermanos.[cita requerida]
Pedro ha creado canciones en las que alude a personajes panameños de actualidad. También tiene un par de canciones para el que fuese Presidente de Panamá, Martín Torrijos, llamadas «Catin le dijo a Martin» y «Las Garzas Airlines». Incluso Gilberto Santa Rosa, en su canción titulada «Navidad en Panamá», menciona a Pedro como parte de la cultura panameña. Éste el único cantante de fama internacional que se ha atrevido a cantar una canción de Pedro, concretamente la canción Carnaval en la Central.[cita requerida]
Las últimas canciones compuestas por Pedro son «3.000.000», «Mala banda» y «La Murciamanía», una burla y crítica severa al PRD.
En el 2010 vuelve a sonar con un nuevo tema, esta vez dedicado al Alcalde de la capital Bosco Ricardo Vallarino. Se trata del tema "pischinas", que hace alusión a la idea del Alcalde de comprar piscinas inflables procedentes de China.

## Estilo
Pedro Altamiranda lleva siempre en sus conciertos un reloj de Mickey Mouse, así como un bombín. Según cuenta él, se lo regaló un amigo suyo, Juan Carlos Marco, traído desde Argentina, y lo utiliza puesto que "los más grandes lo utilizaban, Fred Astaire, Charles Chaplin, ..." aunque Pedro dice que "no se me ha pegado ni mierda".[cita requerida] Este bombín aparece en cada uno de los discos editados y se ha convertido en su seña de identidad. De hecho, la caricatura del bombín es marca registrada.

## Hechos sobre Pedro Altamiranda
- Antes del fin de la dictadura del General Noriega, Pedro recibió en la puerta de su casa la llamada de dos militares. Al abrir preguntaron por él y preguntó qué deseaban. La firma de uno de los discos para el mismísimo General. Pedro no solo lo firmó sino que lo obsequió con una de las camisetas promocionales de su último disco. A las pocas horas recibió una llamada telefónica. Noriega quería agradecerle el regalo. Un año después salió a la luz Radio Focop - Crónica de los Años Negros (1984-1989).
- La primera canción de Radio Focop trata sobre un atraco. Este atraco existió tal y como se narra en la canción.
- La Murciamanía es una canción dedicada a los negocios llevados a cabo por David Murcia en Panamá y en los que estaban implicados, supuestamente, miembros del PRD. Días después de sacar la canción Pedro recibió la llamada de abogado de David Murcia para que le firmarse un CD con la canción.

## Influencias
- Jacques Brel
- Georges Brassens
- Pierre Perret
- Serge Gainsbourg
- Boby Lapointe
- Lord Cobra
- Lord Panama

## Discografía

### Álbumes
- 1979-80 - Sin nombre
- 1981 - Homenaje a mi pueblo
- 1982 - Con todo
- 1983-84 - Pueblo, ¡ras!
- 1984-85 - ¡Ve!
- 1986 - Baño de pueblo
- 1987 - Carnaval
- 1990 - Radio Focop - Crónicas de los años negros 1984-1989
- 1992 - Orden de desorden
- 1996 - Lo mejor de lo peor
- 2000 - Sí di
- 2004 - Panamá

### Sencillos
- Venoclisis de Beis
- El Taxista
- Catín le dijo a Martín
- Garzas Airlines
- Cantar In-Seguro
- Las Estatu-ras
- 3.000.000
- Mala Banda
- La Murciamanía
- Pischinas